# Isla Quinchao

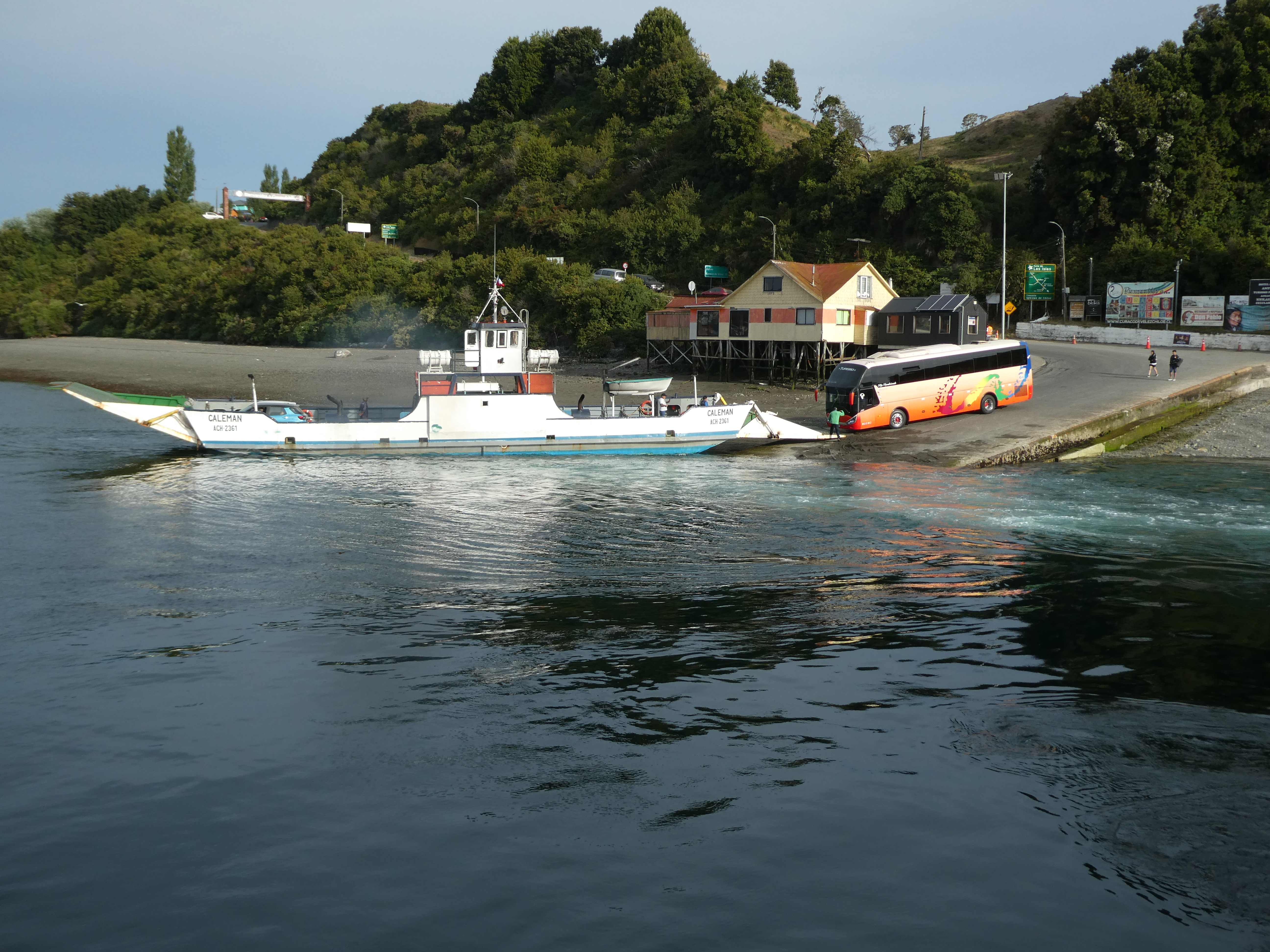
En la isla Quinchao. Transbordador para ir a la Isla Grande de Chiloé.

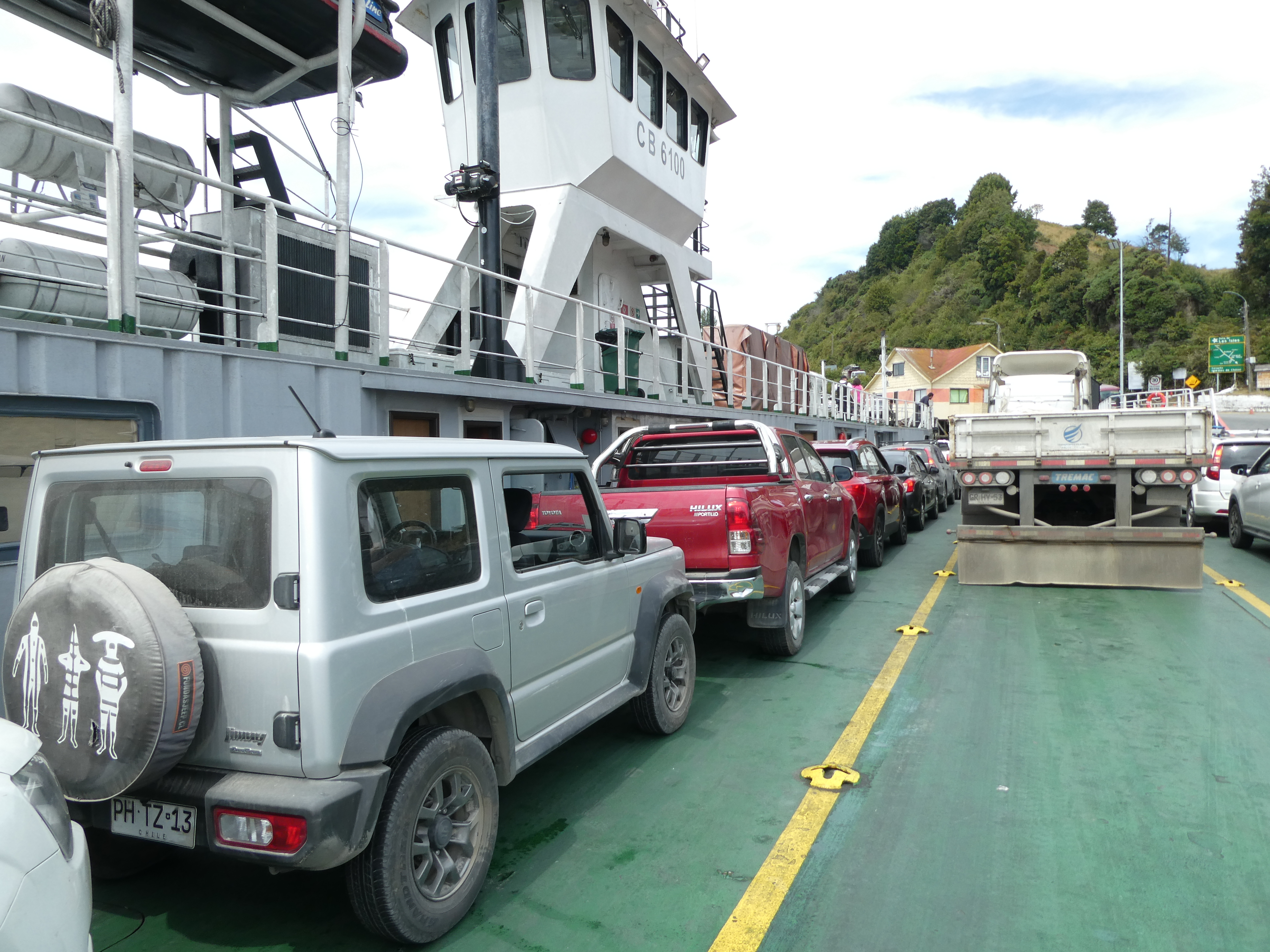
Transbordador Don Juan arribando a la isla de Quinchao.

Quinchao es una isla de Chile, la tercera más grande del archipiélago de Chiloé, con una superficie de 129,3 km² y una población, al 2017, de 8576 habitantes. Comprende toda la comuna de Curaco de Vélez y gran parte del territorio de la comuna de Quinchao. Está separada de la isla Grande de Chiloé por el canal Dalcahue.

## Descripción
Su relieve surge de la manifestación sísmica de la interacción de las placas de Nazca y Sudamericana, el desplazamiento de los hielos (Cuaternario), las constantes precipitaciones y vientos modelaron la geomorfología ondulada y no contiene ríos de importancia. La mayor parte del bosque original ha sido sustituida por praderas y por cultivos de papa. Contiene varios puertos naturales, en que se asentó la población durante la época prehispánica y la colonial, que en el caso de Achao y Curaco de Vélez darían origen a pueblos.

## Demografía
Los principales poblados de la isla son Curaco de Vélez y Achao. También están los caseríos de Los Molinos, Los Palquis y Villa Quinchao.
| Comuna          | Área (km²) | Habitantes | Densidad | % Urbano | % Rural |
| --------------- | ---------- | ---------- | -------- | -------- | ------- |
| Curaco de Vélez | 79,3       | 3829       | 48,3     | 28,9     | 71,1    |
| Quinchao        | 50,0       | 4747       | 94,9     | 67,6     | 32,4    |
| Total           | 129,3      | 8576       | 66,3     | 50,3     | 49,4    |

## Conectividad
Existe servicios privados diurno y nocturno de transbordadores en el canal Dalcahue que tardan menos de diez minutos en cruzar entre Dalcahue y La Pasada (750 metros).
En Achao existen servicios de lanchas de pasajeros que conectan con las nueve islas menores que conforman la comuna de Quinchao, como también con isla Tac (Quemchi), el grupo Desertores, Chana y Chumeldén (estas últimas tres en la comuna de Chaitén).
El camino que atraviesa la isla entre La Pasada y Chequián (extremo sureste de la isla) está asfaltado y los caminos secundarios son de ripio.

### Puente Dalcahue
En agosto de 2006, luego de que desechara la construcción del puente sobre el canal de Chacao, el gobierno de Michelle Bachelet anunció un plan para mejorar la conectividad e infraestructura del archipiélago. El «Plan Chiloé», como resultó ser conocido, incluía la construcción de un puente que conectara a Quinchao con la Isla Grande, el cual estaría listo en 2010. La obra originalmente contemplaba una extensión de 800 metros y una inversión de 20 millones de dólares, sin embargo, al finalizar su mandato en marzo de 2010 el puente no se había concretado. La administración de Sebastián Piñera anunció en 2012 —meses después de que confirmara la construcción del puente Chacao—, que el puente Dalcahue no tenía «rentabilidad social», por lo que había sido descartado como prioridad del gobierno.
En enero de 2016, la propia presidenta Michelle Bachelet —en una visita a Achao durante su segundo mandato— aseguró a los habitantes de la comuna que el puente sobre el canal Dalcahue tenía «prioridad presidencial». Siete meses después, por un monto de 380 millones de pesos, el gobierno adjudicó el estudio de prefactibilidad del proyecto. El resultado, dado a conocer en 2018, arrojó que el puente tenía un costo de 170 mil millones de pesos, más del doble de lo presupuestado (80 mil millones de pesos) para que sea considerado con «rentabilidad social», por lo que el gobierno anunció que se iba a rediseñar el proyecto, con el fin de hacerlo rentable.
En enero de 2020, vecinos de Dalcahue, Curaco de Vélez y Quinchao protestaron en contra de las alzas anunciadas en el valor de los pasajes anunciadas por los operadores de las barcazas que prestan el servicio de conectividad con la Isla Grande, logrando frenarlas. Debido a la situación ocurrida, diversas autoridades locales solicitaron que se retome el proyecto del puente sobre el canal Dalcahue.